# Pferdemarkt (Oldenburg)

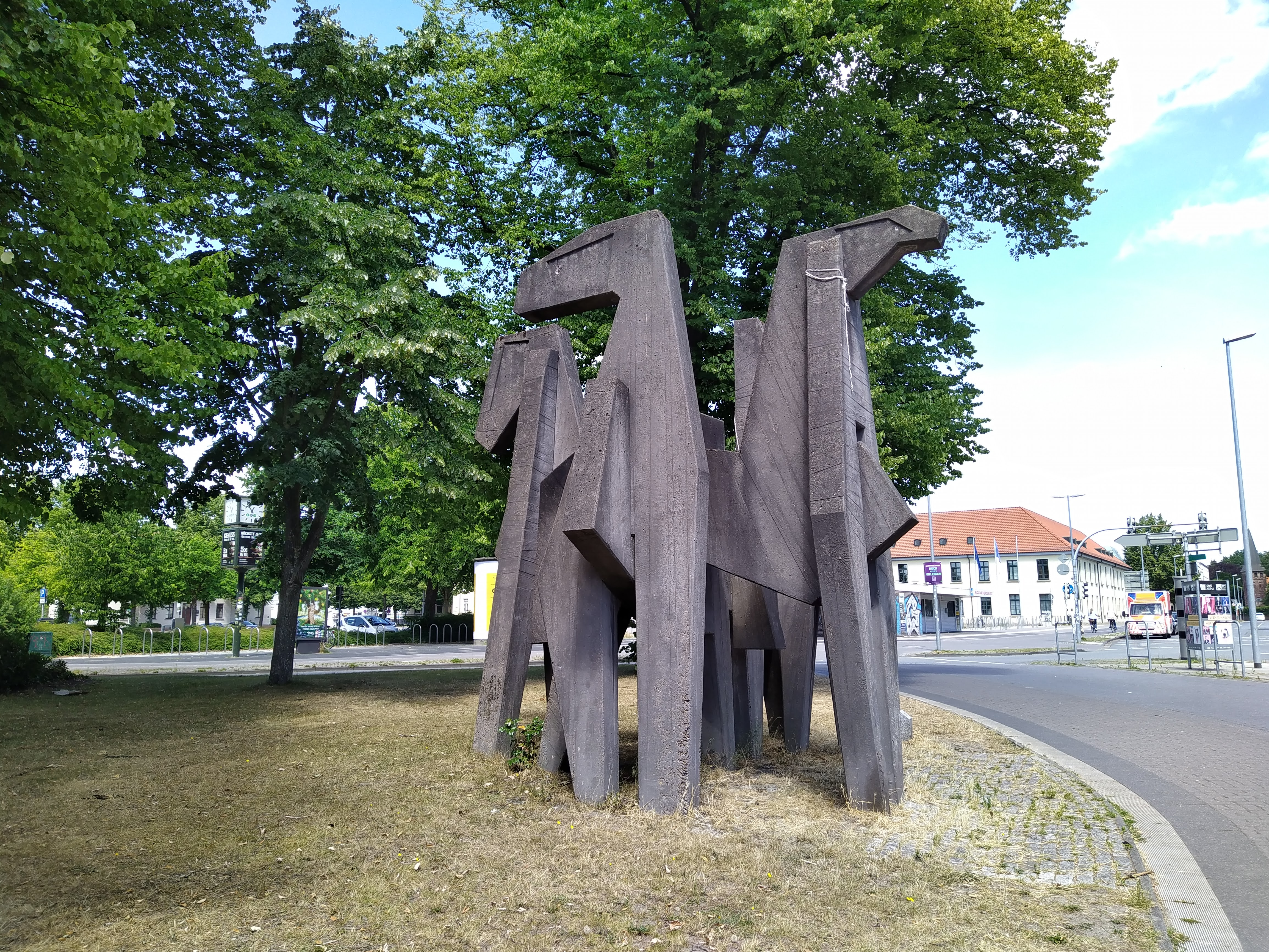
Beton-Skulptur Vier Pferde von Heinrich Schwarz auf der südwestlichen Verkehrsinsel

Der Pferdemarkt ist ein großer Platz im Johannisviertel am Nordrand der Oldenburger Innenstadt sowie ein wichtiger Verkehrsknotenpunkt, in den drei Hauptverkehrswege als Radialstraßen einmünden.

## Verkehr

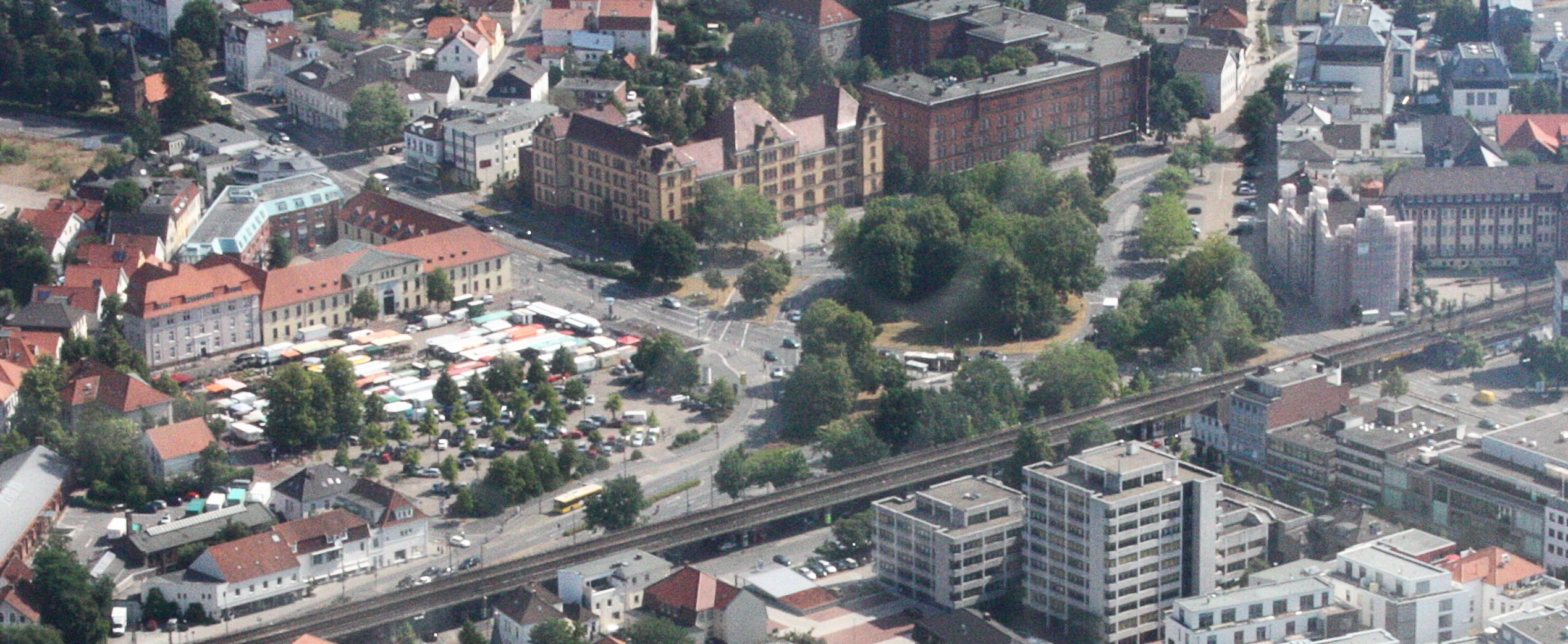
Pferdemarkt von oben, 2010. Links der Bauernmarkt vor der Stadtverwaltung, rechts der Kreisverkehr vor der Landesbibliothek, unten die erhöhte Bahntrasse.

Vom Pferdemarkt nach Norden führt die Heiligengeiststraße, die kurz hinter dem Platz am Gertrudenfriedhof in die Alexanderstraße (Richtung Wiefelstede) und Nadorster Straße (Richtung Rastede) übergeht. Im Osten führt die Donnerschweer Straße (L 865) Richtung Elsfleth zum Messegelände und dem Bahnhof. Bis zur Kreuzung Alexanderstraße/Nadorster Straße nördlich des Pferdemarktkreisels führt die Heiligengeiststraße an der Landesbibliothek vorbei. Südlich vom Pferdemarkt geht die Straße Am Stadtmuseum (ehemals Rosenstraße) ab, die am Horst-Janssen-Museum und östlich (als L 865) an der Innenstadt vorbeiführt. Ebenfalls südlich führt die Heiligengeiststraße als Fußgängerzone weiter in Richtung Innenstadt. Im Westen des Kreisels führen Ziegelhof- und Peterstraße den Verkehr um den innersten Straßenring der Stadt herum. Der Pferdemarktkreisel ist der größere der beiden zweispurigen Kreisel Oldenburgs.
Außerdem verlaufen die Bahnstrecken Oldenburg–Leer und Wilhelmshaven–Oldenburg auf einer 1967 in Betrieb genommenen Hochbrücke am Südrand des Platzes. Bis dahin verursachten die Bahnübergänge lange Wartezeiten am Pferdemarkt.
Seit geraumer Zeit wird über die Umgestaltung des Pferdemarktes diskutiert. Im September 2024 stellte die städtische Verwaltung Pläne vor, die den Rückbau des großen Verkehrsknotens vorsehen. Da die Planungen noch nicht vollkommen der Öffentlichkeit vorgestellt wurden, ist unklar, wie der Platz endgültig aussehen soll.

## Nutzung
Der Pferdemarkt war früher der Platz für den Pferde- und Viehhandel, seit 1970 erinnert daran die 4,50 Meter hohe Betonskulptur „Vier Pferde“ des Künstlers Heinrich Schwarz. Sie steht auf der südwestlichen Verkehrsinsel.
Zeitweise wurde der Kramermarkt auf dem Platz veranstaltet, nachdem der alte Marktplatz nicht mehr ausgereicht hatte. Seit 1963 wird der Kramermarkt auf dem Freigelände an der Weser-Ems-Halle veranstaltet. Heute findet als einzige regelmäßige Veranstaltung noch dienstags, donnerstags und samstags ein Wochenmarkt auf den verbliebenen Freiflächen statt. Unregelmäßig finden auf der Freifläche eine Pferdeveranstaltung (Pferdemarkt genannt, obwohl keine Tiere zum Verkauf kommen), Flohmärkte oder Public Viewing statt. Ansonsten wird die Fläche als Parkplatz genutzt.

## Umbauung

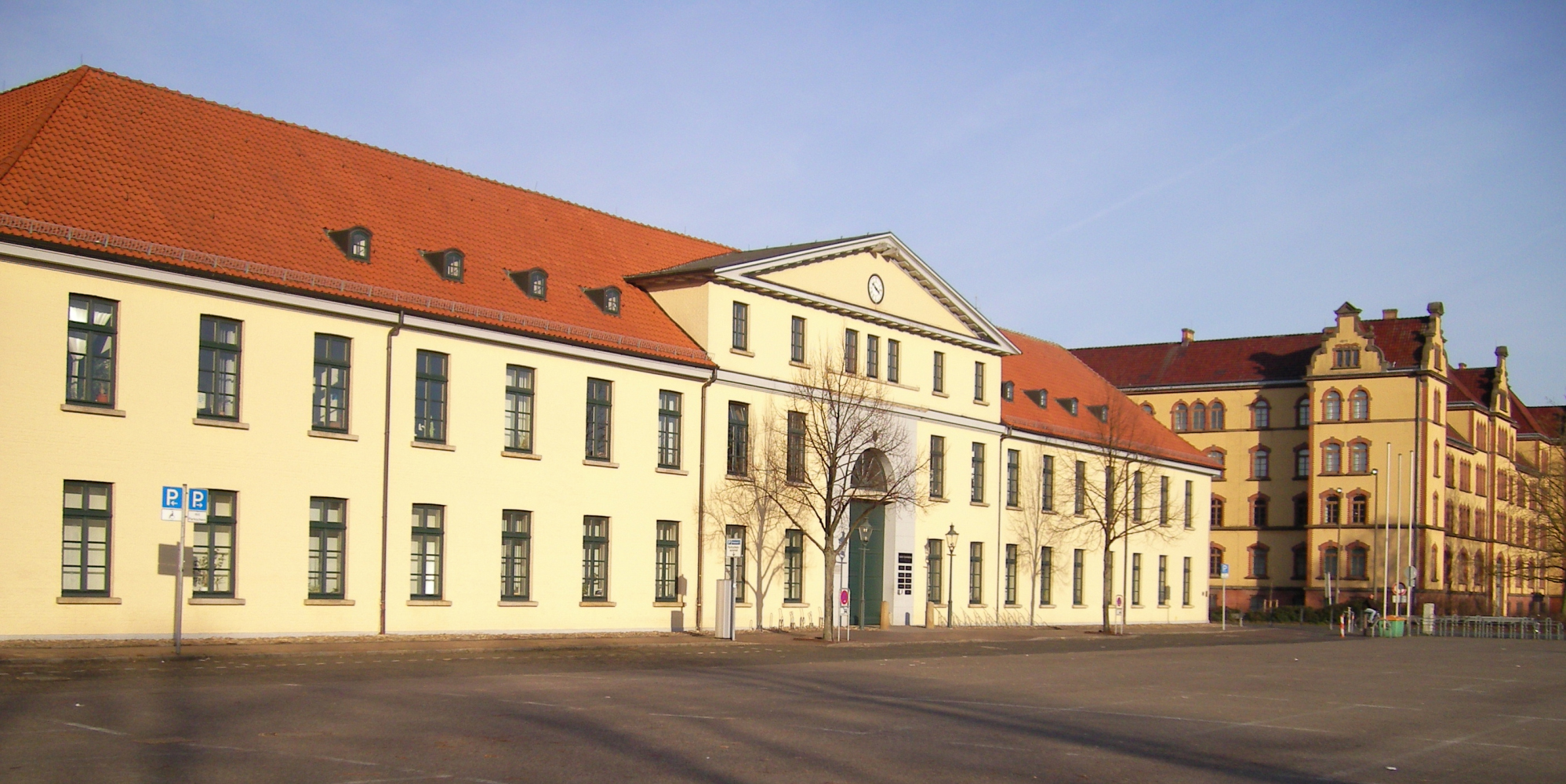
Stadtverwaltung (linkes Gebäude) und Landesbibliothek (rechts im Hintergrund)

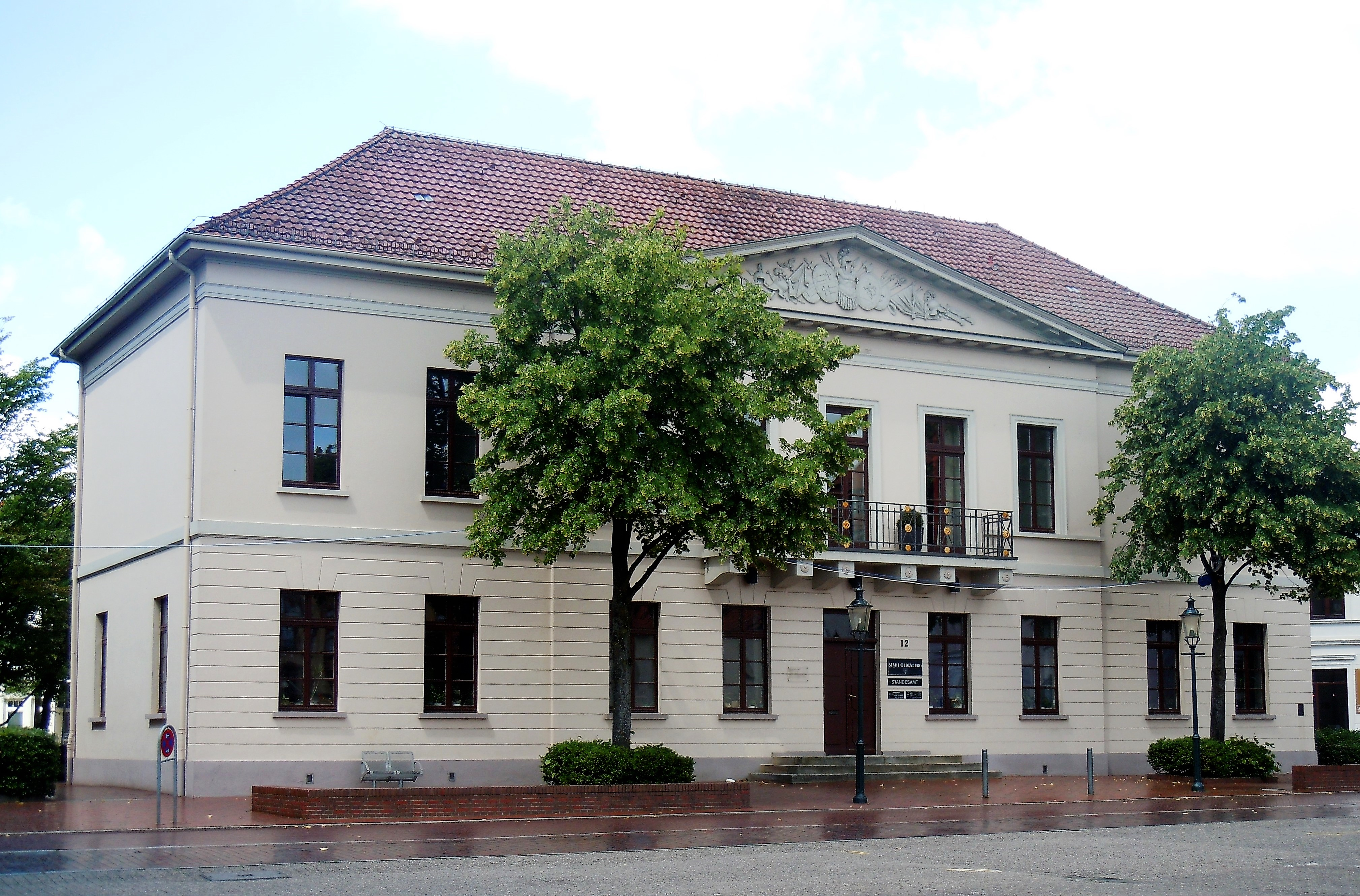
Pferdemarkt 12: Militärschule von 1838, heute Standesamt

Am westlichen Rand des Pferdemarktes befindet sich im 1837/1838 erbauten Gebäude der ehemaligen Militärakademie das Standesamt. Nördlich stehen drei Kasernenbauten, die nach den Plänen von Heinrich Carl Slevogt gebaut wurden. Die westliche Infanteriekaserne von 1836 ist Sitz des Landesamts für Soziales, Jugend und Familie – Außenstelle Oldenburg, im dazugehörigen Neubau sind wesentliche Teile der Oldenburger Stadtverwaltung und das Bürgerbüro Mitte eingerichtet. Auf der anderen Straßenseite befand sich ebenfalls ein gleichartiger Kasernenbau, die erste Infanteriekaserne von 1820, die am 20. September 1895 abbrannte. An dieser Stelle wurde 1900 bis 1902 eine neue Kaserne errichtet, die heute von der Landesbibliothek Oldenburg genutzt wird. Das am östlichsten gelegene Gebäude – die „Rote Kaserne“ – wurde 1882 zusätzlich zur Infanteriekaserne gebaut, steht unter Denkmalschutz, wurde saniert und ist seit 1994 Studentenwohnheim.
Der nordwestliche Durchgang des Platzes an der Johannisstraße führt zum Kino Casablanca. Südwestlich befindet sich eine Außenstelle des Staatstheaters Oldenburg, die 1879 erbaute Exerzierhalle. In dieser Halle übten früher vor allem die Soldaten des 91-er Infanterieregiments Marschieren und Gefechtssituationen. Die Querstraße südlich der Bahntrasse ist nach diesem Regiment benannt. Zwischen der 91er-Straße und der Exerzierhalle steht ein aus einem 120 Jahre bestehenden Einrichtungshaus hervorgegangenes Hotel.
Im Südosten befindet sich das Gebäude der Oldenburgischen Eisenbahndirektion, das heute als Bürohaus dient.

## Geschichte
Ursprünglich war der Pferdemarkt ein Weidegelände vor dem Heiligengeisttor. Als Platz wurde es ab 1641 und 1682 als „Marktplatz vor Oldenburg“ und „Treffpunkt der Pferdezüchter“ erwähnt. Im 19. Jahrhundert wurden hier während des jährlich am 8. Juni stattfindenden Medardusmarktes 3.000 bis 4.000 Pferde verkauft.
Im Jahr 1803 wurde er in seiner heutigen Form auf Anweisung von Herzog Peter Friedrich Ludwig fertiggestellt. Kaum noch zu erkennen ist heute die fast quadratische Anlage des Platzes, der nach wie vor von der Heiligengeiststraße durchschnitten wird. Die 1837 von Heinrich Strack d. Ä. im klassizistischen Stil erbaute Militärschule (Pferdemarkt 12) wurde zehn Jahre als solche genutzt. Ab 1848 hatte hier der erste demokratisch gewählte Oldenburger Landtag seinen Sitz.
Ein Teil des Kramermarktes wurde im Jahr 1877 vom Marktplatz neben der Lambertikirche auf den Pferdemarkt verlegt. Da der Platz im Zusammenhang mit der Bahnhochlegung umgebaut werden sollte, wurde der Jahrmarkt 1963 auf die Freifläche neben der Weser-Ems-Halle verlegt.
Westlich war nach dem Bau der Kasernen die Infanterie, östlich die Kavallerie untergebracht. Der Pferdemarkt wurde im 19. Jahrhundert bis zum Ende des Zweiten Weltkriegs als Exerzierplatz genutzt. Ab 1917 befand sich im Gebäude Pferdemarkt 12 ein Heim für Säuglinge, deren Mütter während des Ersten Weltkrieges in den Oldenburger Munitionsfabriken arbeiteten. Es bestand bis 1925, danach nutzte der Pferdezüchterverband das Gebäude.
Während der NS-Diktatur wurde der Pferdemarkt in Platz der SA umbenannt und für Aufmärsche genutzt.
Die ehemalige Infanteriekaserne von 1902, nach Ende des Ersten Weltkrieges Sitz der Oldenburgischen Ordnungspolizei, war im November 1938 Ausgangspunkt des sogenannten „Oldenburger Judengangs“: Nach ihrer Festnahme wurden jüdische Männer vom Pferdemarkt über die Peterstraße durch die Innenstadt zum Gefängnis in der Gerichtsstraße geführt, von wo aus sie am nächsten Tag in das KZ Sachsenhausen deportiert wurden.
Seit den 1960er Jahren wird der Platz regelmäßig für den Wochenmarkt und andere Veranstaltungen sowie vom fließenden und ruhenden Verkehr genutzt.